# بوژنوو
بوژنوو (به لهستانی:  Bożnów) یک روستا در لهستان است که در گمینا ژاگانگ واقع شده‌است.